# Papyrus 81
Papyrus 81 (nummering van Gregory-Aland), {\displaystyle {\mathfrak {P}}}81, is een oud handschrift in het Grieks op papyrus. Het bevat I Petrus 2:20-3:1, 2:4-12. Op grond van schrifttype wordt het handschrift gedateerd als vierde-eeuws. Het wordt bewaard in de Daris-verzameling in Triëst.

## Tekst
Waarschijnlijk is de tekst van deze codex een representant van de Alexandrijnse tekst. Aland plaatst het in Categorie II.